# Панай
Пана́й (таг. и исп. Panay) — остров средних размеров в группе Филиппинских островов. Расположен на 122° в. д., между 10° и 12° с. ш. по соседству с о. Негрос, от которого отделён проливом Гимарас. С севера омывается морями Висаян и Сибуян, с юга — морем Сулу. Площадь — 12 011,1 км², Население — 4 031 636 чел.

## География

Физическая карта острова Панай

Остров гористый, высшая точка — гора Мадиа-ас (высота 2117 м), однако более известен вулкан Нангтуд (2049 м). Западная часть острова занята горным хребтом, восточная — холмистая (высшая точка — 834 м), середина — низменная. По низменности протекает одноимённая крупнейшая река острова — Панай, и ещё несколько мелких рек. Климат субэкваториальный, муссонный. Осадков выпадает на западных склонах до 3000 мм в год. Восточная часть более сухая. Возвышенные части острова заняты тропическими лесами, низменности освоены. Местами есть саванны. У побережий встречаются коралловые рифы.

## Население
Остров заселен народом висайя, есть китайские диаспоры. В горных районах живут негроидные аэта.
Остров разделён на 4 провинции:
- Аклан (центр — Калибо) — 535 725 чел.
- Антике (центр — Сан-Хосе) — 546 031 чел.
- Капис (центр — Рохас) — 719 685 чел.
- Илоило (центр — Илоило, крупнейший город всего острова) — 2 230 195 чел.

## Экономика
Развито сельское хозяйство. Посевные площади заняты в основном рисом, что отличает Панай от соседнего Негроса. Помимо риса на острове высаживаются плантации кокосовой пальмы, кукурузы, бананов. В городах развита пищевая промышленность, в Илоило также сахарная и полиграфическая. В горах добывают пириты. Развито рыболовство.
В 2 километрах к северу от порта Катиклан находится центр пляжного отдыха — остров Боракай.